# Sellos de Alemania en 2014
Los sellos de Alemania en el año 2014 fueron puestos en circulación por el Deutsche Post, la administración postal de Alemania. En total se emitieron 60 sellos postales, comprendidos en 44 series filatélicas con temáticas diversas.

## Descripción
| Fecha de emisión | Nombre del sello (descripción) | Dimensiones (mm) | Valor facial (en €) |
| ---------------- | --- | ---------------- | ------------------- |
| 02.01            | «Cachorros» 1) El zorro | 44,2 × 26,2      | 0,60                |
| 02.01            | 2) El erizo | 44,2 × 26,2      | 0,60                |
| 02.01            | «Castillos y palacios» 1) El Castillo de Stolzenfels, ubicado en las afueras de Coblenza (Renania-Palatinado), a orillas del río Rin                                                                                       | 44,2 × 26,2      | 0,75                |
| 02.01            | «Patrimonio de la Humanidad de la Unesco» 1) La Abadía de Lorsch, en la localidad homónima (Hesse), en ocasión de los 1250 años de existencia                                                                              | 34,9 × 34,9      | 0,60                |
| 02.01            | «Reintroducción de especies marinas» 1) El salmón del Atlántico | 44,2 × 26,2      | 0,45                |
| 02.01            | «Patrimonio de la Humanidad de la Unesco» 1) Los hayedos primarios alemanes | 34,9 × 34,9      | 1,45                |
| 06.02            | «Para la beneficencia – Hansel y Gretel» Ilustración de tres pasajes de la obra Hansel y Gretel de los hermanos Grimm: 1) Los niños en el bosque                                                                           | 34,9 × 34,9      | 0,60+0,30           |
| 06.02            | 2) Con la bruja | 34,9 × 34,9      | 0,90+0,40           |
| 06.02            | 3) Final feliz | 34,9 × 34,9      | 1,45+0,55           |
| 06.02            | «Alemania salvaje» 1) La "Mesa del Diablo" en el bosque del Palatinado | 44,2 × 26,2      | 0,60                |
| 06.02            | 2) Una vega en el parque nacional del Valle del Bajo Óder | 44,2 × 26,2      | 0,60                |
| 01.03            | «Castillos y palacios» 1) El castillo Albrechtsburg en Meißen (Sajonia) | 44,2 × 26,2      | 0,90                |
| 01.03            | «Caricaturas de Peter Gaymann» 1) Felices Pascuas | 44,2 × 26,2      | 0,45                |
| 01.03            | 2) Para ti | 44,2 × 26,2      | 0,60                |
| 01.03            | «Coros de trombón evangélicos» 1) Diseño alusivo a este tipo de coros tradicionales alemanes | 33,0 × 39,0      | 2,15                |
| 03.04            | «Para la protección ambiental» 1) Diseño alusivo al tema "El agua es vida" | 34,9 × 34,9      | 0,60+0,30           |
| 03.04            | «Las vistas más bonitas de Alemania» Dos vistas del río Elba a su paso por Dresde 1) La Escuela Superior de Bellas Artes y la Frauenkirche                                                                                 | 44,2 × 26,2      | 0,90                |
| 03.04            | 2) El Palacio de Dresde, la Catedral Hofkirche, el Zwinger y la Ópera Semper | 44,2 × 26,2      | 0,90                |
| 03.04            | «175 años del primer tren de lejanías» 1) Diseño alusivo a la ruta de tren Leipzig-Dresde, inaugurado el 7 de abril de 1839                                                                                                | 44,2 × 26,2      | 1,45                |
| 03.04            | «150º aniversario del nacimiento de Max Weber» 1) Retrato del sociólogo Max Weber y la frase «La idea no sustituye al trabajo», de su ensayo La ciencia como profesión de 1919                                             | 34,9 × 34,9      | 0,60                |
| 03.04            | «50 años de Aktion Mensch» 1) Diseño alusivo a la organización de ayuda social Aktion Mensch | 44,2 × 26,2      | 0,60                |
| 08.05            | «Para el deporte» Tres dibujos del caricaturista Uli Stein: 1) Ratón con trofeo | 33,0 × 39,0      | 0,60+0,30           |
| 08.05            | 2) Ratón celebrando | 33,0 × 39,0      | 0,90+0,40           |
| 08.05            | 3) Ratón campeón | 33,0 × 39,0      | 1,45+0,55           |
| 08.05            | «Europa»Serie anual a cargo de PostEurop, ese año bajo el tema Instrumentos musicales 1) Un clarinete | 44,2 × 26,2      | 0,60                |
| 08.05            | «250º aniversario del nacimiento de Johann Gottfried Schadow» 1) La acuarela Retrato doble (Doppelportrait, 1804) del artista Johann Gottfried Schadow                                                                     | 34,9 × 34,9      | 0,60                |
| 05.06            | «Flores» 1) La aquilegia (Aquilegia caerulea) | 21,5 × 30,1      | 1,80                |
| 05.06            | «Las vistas más bonitas de Alemania» Dos vistas de la plaza del Mercado de Bremen 1) El Ayuntamiento de Bremen con la estatua de Rolando y la Catedral de San Pedro                                                        | 44,2 × 26,2      | 0,60                |
| 05.06            | 2) Típicas casas patricias de techos en gablete y la Iglesia de Nuestra Señora | 44,2 × 26,2      | 0,60                |
| 05.06            | «Tesoros de museos alemanes» 1) El retablo La bendición de los animales del altar de Grabow (Kunsthalle de Hamburgo), pintado por el Maestro Bertram                                                                       | 33,0 × 39,0      | 2,40                |
| 05.06            | «150º aniversario del nacimiento de Richard Strauss» 1) Diseño con varios instrumentos musicales para celebrar al compositor y director de orquesta Richard Strauss                                                        | 34,9 × 34,9      | 0,60                |
| 03.07            | «Flores» 1) La centáurea menor (Centaurium erythraea) | 21,5 × 30,1      | 0,28                |
| 03.07            | «Faros» 1) El faro de Buk en Bastorf (Mecklemburgo-Pomerania Occidental) | 35,0 × 35,0      | 0,45                |
| 03.07            | 2) El faro de Pellworm en la isla homónima (Schleswig-Holstein) | 35,0 × 35,0      | 0,60                |
| 03.07            | «600 años del Concilio de Constanza» 1) Ocho escenas que ilustran el desarrollo del Concilio de Constanza | 44,2 × 26,2      | 0,60                |
| 03.07            | «300º aniversario del nacimiento de Christoph Willibald Gluck» 1) Diseño alusivo al compositor Christoph Willibald Gluck que muestra unas gafas de ópera y la palabra estilizada 'OPER' (ópera)                            | 34,9 × 34,9      | 0,90                |
| 03.07            | «150º aniversario del nacimiento de Ricarda Huch» 1) Retrato de la poetisa Ricarda Huch y el verso «Kein Fürchten soll mich lähmen» (Ningún temor debe paralizarme) de su poesía Zuversicht (Gedichte, 1984)               | 34,9 × 34,9      | 1,45                |
| 17.07            | «Alemania campeona del Mundo» 1) Diseño con motivo del Mundial de Fútbol de 2014 ganado por Alemania | 55,0 × 32,8      | 0,60                |
| 07.08            | «Para la juventud» Tres diseños alusivos al cuento El Tragasueños (Das Traumfresserchen) del escritor Michael Ende 1) Dormilón                                                                                             | 34,9 × 34,9      | 0,60+0,30           |
| 07.08            | 2) Tragasueños | 34,9 × 34,9      | 0,90+0,40           |
| 07.08            | 3) Dormilandia | 34,9 × 34,9      | 1,45+0,55           |
| 07.08            | «50 años de los bomberos juveniles» 1) Diseño alusivo | 44,2 × 26,2      | 0,60                |
| 07.08            | «¡Nunca jamás guerra!» 1) Con motivo del centenario del inicio de la Primera Guerra Mundial un sello con la leyenda «Nie wieder Krieg!»                                                                                    | 34,9 × 34,9      | 0,75                |
| 01.09            | «Día del sello» 1) Diseño alusivo al servicio de correos entre Lindau y Milán establecido en la mitad del siglo XIV | 44,2 × 26,2      | 0,60                |
| 01.09            | «Antoine de Saint-Exupéry: El Principito» 1) Ilustración del libro El Principito de Antoine de Saint-Exupéry | 34,9 × 34,9      | 0,60                |
| 01.09            | «Pintores» 1) La obra Camino soleado (Sonniger Weg, 1913) del pintor August Macke | 33,0 × 39,0      | 1,00                |
| 02.10            | «Patrimonio de la Humanidad de la Unesco» 1) La fábrica Fagus en Alfeld (Baja Sajonia) | 44,2 × 26,2      | 0,60                |
| 02.10            | «300 años del Control de Finanzas externo» 1) Diseño alusivo al Control de Finanzas independiente (precursor del Tribunal de Cuentas Alemán) establecido en 1714 por el rey Federico Guillermo I de Prusia                 | 39,0 × 33,0      | 1,45                |
| 02.10            | «100 años de la esclusa de Minden» 1) El edificio de la esclusa de Minden | 33,0 × 39,0      | 0,45                |
| 03.11            | «Navidad» 1) Dibujo de la estrella de Belén | 44,2 × 26,2      | 0,60+0,30           |
| 03.11            | «300 años de la escala de Fahrenheit» 1) Diseño alusivo a la escala de temperatura de Fahrenheit | 33,0 × 39,0      | 0,60                |
| 03.11            | «200º aniversario del nacimiento de Julius Robert Mayer» 1) Escala de equivalencia entre el calor y la energía, aportación del físico Robert Mayer                                                                         | 44,2 × 26,2      | 0,90                |
| 03.11            | «Muñeco de nieve» 1) Un muñeco de nieve en una bola de nieve | 39,0 × 33,0      | 0,60                |
| 04.11            | «Flores» 1) La peonia (Paeonia officinalis) | 21,5 × 30,1      | 0,60                |
| 04.11            | 2) La Primula denticulata | 21,5 × 30,1      | 0,80                |
| 04.11            | 3) El Dianthus plumarius | 21,5 × 30,1      | 0,85                |
| 04.11            | 4) La heuchera | 21,5 × 30,1      | 3,95                |
| 04.11            | 5) El martagón (Lilium martagon) | 21,5 × 30,1      | 4,40                |
| 04.11            | «Tesoros de museos alemanes» 1) El cuadro La Visitación (Heimsuchung, hacia 1440) del pintor Rogier van der Weyden, perteneciente a la colección de Speck von Sternburg, conservado en el Museo de Bellas Artes de Leipzig | 33,0 × 39,0      | 1,45                |
| 04.11            | «Reintroducción de especies marinas» 1) La trucha marina (Salmo trutta trutta) | 44,2 × 26,2      | 0,45                |